# Karabo Sibanda
Karabo Sibanda (ur. 2 lipca 1998) – botswański lekkoatleta specjalizujący się w biegach sprinterskich.
W 2014 osiągnął półfinał juniorskich mistrzostw świata oraz zdobył srebro w biegu na 400 metrów podczas igrzysk olimpijskich młodzieży w Nankin. W 2015 stawał na najwyższym stopniu podium mistrzostw Afryki juniorów i juniorów młodszych oraz sięgnął po złoty medal igrzysk Wspólnoty Narodów młodzieży. W tym samym roku zajął 5. miejsce podczas rozgrywanych w Cali mistrzostw świata juniorów młodszych. W 2016 zdobył srebrny medal w sztafecie 4 x 400 metrów oraz brązowy w biegu na 400 metrów podczas mistrzostw świata juniorów w Bydgoszczy, wywalczył złoty w biegu rozstawnym 4 x 400 metrów i srebrny medal w biegu na 1 okrążenie stadionu na mistrzostwach Afryki, a także zajął 5. miejsce podczas igrzysk olimpijskich w Rio de Janeiro. Srebrny medalista IAAF World Relays (2017).
Złoty medalista mistrzostw Botswany.
Rekordy życiowe: bieg na 400 metrów – 44,25 (14 sierpnia 2016, Rio de Janeiro).

## Osiągnięcia
| Rok  | Impreza                               | Miejsce        | Konkurencja             | Pozycja    | Wynik   |
| ---- | ------------------------------------- | -------------- | ----------------------- | ---------- | ------- |
| 2014 | Mistrzostwa świata juniorów           | Eugene         | bieg na 400 metrów      | półfinał   | 48,30   |
| 2014 | Igrzyska olimpijskie młodzieży        | Nankin         | bieg na 400 metrów      | 2. miejsce | 46,76   |
| 2015 | Mistrzostwa Afryki juniorów           | Addis Abeba    | bieg na 400 metrów      | 1. miejsce | 46,33   |
| 2015 | Mistrzostwa Afryki juniorów           | Addis Abeba    | sztafeta 4 × 400 metrów | 1. miejsce | 3:11,00 |
| 2015 | Mistrzostwa Afryki juniorów młodszych | Réduit         | bieg na 400 metrów      | 1. miejsce | 47,40   |
| 2015 | Mistrzostwa świata juniorów młodszych | Cali           | bieg na 400 metrów      | 5. miejsce | 46,03   |
| 2015 | Igrzyska Wspólnoty Narodów młodzieży  | Apia           | bieg na 400 metrów      | 1. miejsce | 45,83   |
| 2016 | Mistrzostwa Afryki                    | Durban         | bieg na 400 metrów      | 2. miejsce | 45,42   |
| 2016 | Mistrzostwa Afryki                    | Durban         | sztafeta 4 × 400 metrów | 1. miejsce | 3:02,20 |
| 2016 | Mistrzostwa świata juniorów           | Bydgoszcz      | bieg na 400 metrów      | 3. miejsce | 45,45   |
| 2016 | Mistrzostwa świata juniorów           | Bydgoszcz      | sztafeta 4 × 400 metrów | 2. miejsce | 3:02,81 |
| 2016 | Igrzyska olimpijskie                  | Rio de Janeiro | bieg na 400 metrów      | 5. miejsce | 44,25   |
| 2016 | Igrzyska olimpijskie                  | Rio de Janeiro | sztafeta 4 × 400 metrów | 5. miejsce | 2:59,06 |
| 2017 | IAAF World Relays                     | Nassau         | sztafeta 4 × 400 metrów | 2. miejsce | 3:02,28 |
| 2017 | Mistrzostwa świata                    | Londyn         | bieg na 400 metrów      | eliminacje | 47,44   |
| 2017 | Mistrzostwa świata                    | Londyn         | sztafeta 4 × 400 metrów | eliminacje | 3:06,50 |